# Ростислав (князь степаньский)
Ростислав Глебович (? — ум. после 1228) — 1-й князь Степаньский.

## Биография
В летописях не упоминается, чьим сыном был Ростислав, но по устоявшейся версии он был сыном туровского князя Глеба Юрьевича, однако в некоторых источниках он отождествляется с пинским князем Ростиславом Святополчичем. 
Известно о нём очень мало. В летописях Ростислав упоминается только в 1228 году, когда после смерти луцкого князя Ивана Мстиславича он захватил Чарторыйск, но был изгнан оттуда Даниилом Романовичем Галицким. После этого известий о нём нет.

## Брак и дети
Имя жены Ростислава неизвестно. Дети:
- Глеб[4], князь Степаньский